# Eisenbahnunfall von Murulla
Bei dem Eisenbahnunfall von Murulla entliefen aus der Kreuzungsstelle Murulla bei Murrurundi, New South Wales, Australien, am 13. September 1926 Güterwagen in ein Gefälle und stießen mit einem herannahenden Schnellzug zusammen. 26 Menschen starben.

## Ausgangslage
Die Kreuzungsstelle Murulla befand sich auf der damals eingleisigen Nordbahn (Main North Railway Line) der New South Wales Government Railways, der einzigen Eisenbahnstrecke, die damals Sydney und Brisbane verband. Die Strecke war mit dem Tokensystem gesichert. Die Kreuzungsstelle Murulla wies neben dem Streckengleis nur ein weiteres Gleis für Zugkreuzungen auf.
In südlicher Richtung – auf Sydney zu – fuhr der Güterzug Nr. 62, 290 Meter lang, komplett mit Westinghouse-Bremsen ausgestattet und mit einem Güterzugbegleitwagen versehen. Von Süden kommend war der Güterzug Nr. 95 bereits zuvor in Murulla eingefahren um den Gegenzug abzuwarten. Nr. 62 verlangsamte seine Fahrt, um die Token auszutauschen. Als das geschehen war, beschleunigte der Lokomotivführer wieder.

## Unfallhergang
Diese Beschleunigung führte dazu, dass eine defekte Kupplung am zwölftletzten Wagen brach. Die Bremsschläuche lösten sich und der Zugverband kam zum Stehen. Der abgetrennte Teil bestand aus 12 Wagen und war etwa 100 Meter lang. Da sich das alles innerhalb des Überholungsgleises ereignete, konnte nun zunächst der Zug Nr. 95 ausfahren. Das Personal des Zuges Nr. 62 sicherte die abgetrennten Wagen mit deren Handbremse.
Entgegen den Vorschriften befand sich im Begleitwagen kein Ersatzteil für die Kupplung. Das Zugpersonal versuchte deshalb eine provisorische Verbindung herzustellen. Bei mehrfachen Versuchen, den Hauptteil an die abgetrennten Wagen heranzufahren, stand der am Ende gekuppelte Begleitwagen schließlich jenseits der Weiche. Schließlich gelang es, an Stelle der gerissenen Kupplung, die Wagen mit einem Drahtseil zu verbinden – allerdings konnten in diesem Zustand die Bremsleitungen nicht mehr verbunden werden. Das Stellwerk verlangte nun, den Zug wieder auf das Überholungsgleis zurückzuziehen, da sich der Schnellzug Nr. 8 von Norden nach Sydney näherte. Der Bremser löste daraufhin die Handbremsen an den Güterwagen und der Lokomotivführer zog den Zug nach vorne. Dabei riss die provisorische Verbindung. Nun aber zogen die bereits im Gefälle stehenden Wagen alle 12 losgerissenen Wagen nach sich, rollten dem Schnellzug entgegen, der mit etwa 50 km/h die Steigung herauf kam, und kollidierten mit ihm. Ein mit Wolle beladener Güterwagen überschlug sich beim Aufprall und landete auf dem Dach des zweiten Wagens des Schnellzugs, wo die meisten Menschen ums Leben kamen. Wolle und Wagen fingen Feuer, dessen weitere Ausbreitung aber verhindert werden konnte.

## Folgen
26 Menschen starben. Der Coroner stellte ein strafwürdiges Verhalten von Lokomotivführer und Zugführer fest. Die Verurteilung im Strafverfahren scheiterte dann aber an Formalien: Beide wurden freigesprochen.
Dies war der folgenschwerste Eisenbahnunfall in Australien bis zum Eisenbahnunfall von Granville 1977.